# Edward Lucas (Journalist)

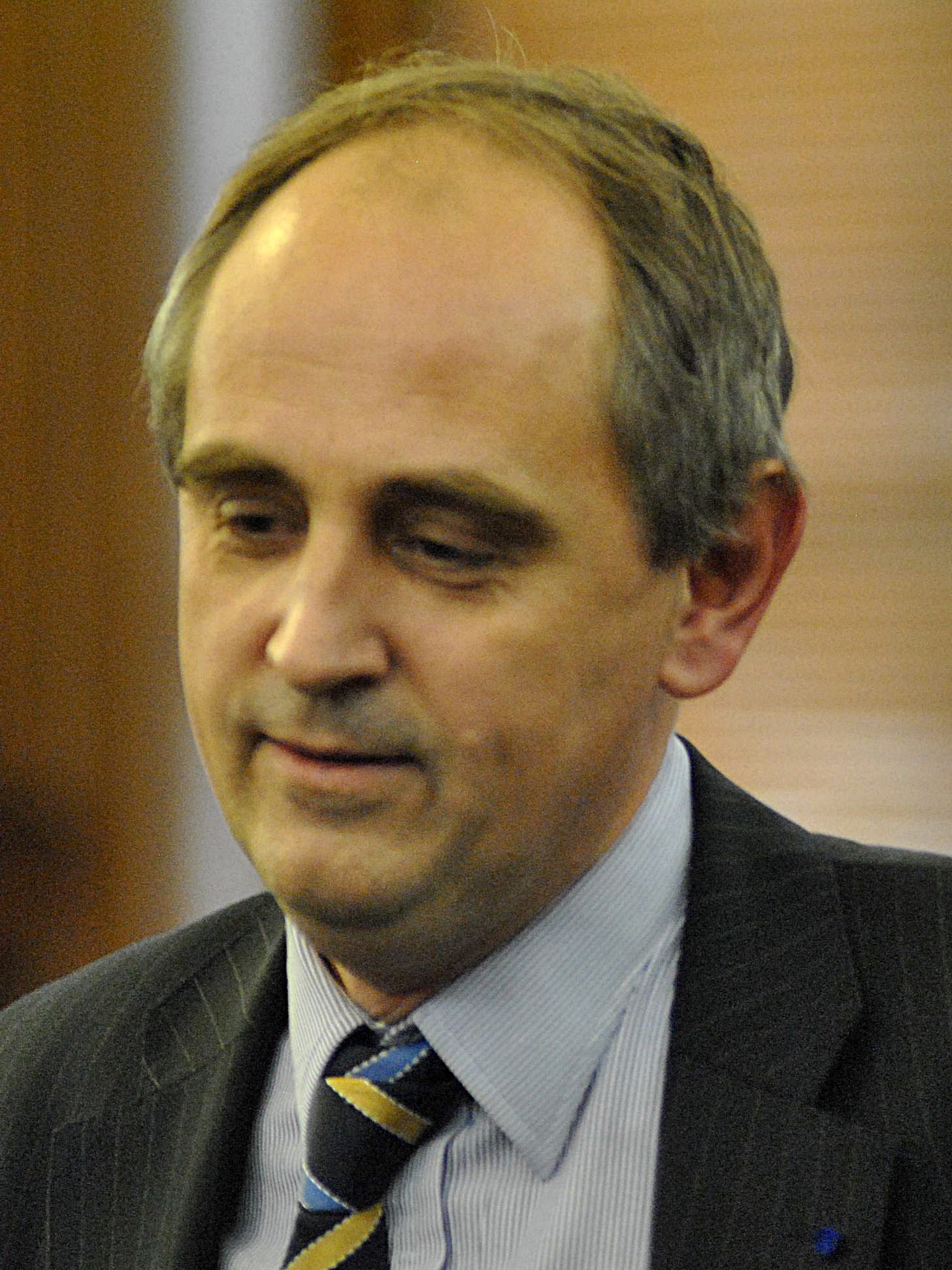
Edward Lucas (2010)

Edward Lucas (* 3. Mai 1962) ist ein britischer Journalist.
Er schloss 1983 sein Studium an der London School of Economics ab und hat dann für den Economist, The Times und Daily Mail geschrieben. Lucas ist Chefredakteur der Zeitschrift Standpoint.
Edward Lucas ist der Sohn des Philosophieprofessors John Lucas.

## Werke
- The New Cold War: Putin's Russia and the Threat to the West. Palgrave Macmillan, 2008, ISBN 978-0-230-60612-8.
- Deception: The Untold Story of East-West Espionage Today. Walker & Company, 2012, ISBN 978-0-8027-1157-1.
- The Snowden Operation: Inside the West's Greatest Intelligence Disaster. Amazon Publishing, 2014.
- Cyberphobia: Identity, Trust, Security and the Internet. Bloomsbury, 2015, ISBN 978-1-4088-5013-8.